# Birkhof (Schechingen)
Birkhof ist ein Wohnplatz der Gemeinde Schechingen im Ostalbkreis in Baden-Württemberg.

## Beschreibung
Der Einzelhof steht etwa zwei Kilometer ostsüdöstlich von Schechingen, unweit der Ortschaft Leinweiler. Naturräumlich liegt der Ort im Vorland der östlichen Schwäbischen Alb, genauer auf den Liasplatten über Rems und Lein.

## Geschichte
Der Hof wurde nach 1968 angelegt.